# Ярох, Анджей
Анджей Станислав Ярох (пол. Andrzej Stanisław Jaroch) — польский политик, инженер и учитель, депутат и председатель Нижнесилезского сеймика (2018-2024). Сенатор VI созыва (2005-2007).

## Биография
Родился 18 сентября 1948 года во Вроцлаве.
В 1971 году окончил факультет электроники во Вроцлавском технологическом университете. В 1981 году получил там докторскую степень.
В 1980-х состоял в движении «Борющаяся Солидарность». В 1998 — 2002 был депутатом Городского совета Вроцлава от Избирательной Акции Солидарность, был заместителем президента города.
В 2003 году вступил в партию Право и Справедливость. С 2004 по 2005 был депутатом Сеймика Нижнесилезского воеводства.
В 2005 году был избран в Сенат Польши по списку партии Право и Справедливость. В 2007 пытался баллотироваться вновь, однако безуспешно.
В 2009 году безуспешно баллотировался в Европарламент.
В 2010 вновь получил мандат депутата Сеймика Нижнесилезского воеводства. Переизбирался в 2014 и в 2018 годах.
В ноябре 2018 года избран Председателем Сеймика Нижнесилезского воеводства VI созыва.
Баллотировался в Сейм Польши в 2011 и в 2015 годах, однако безуспешно. В 2019 году Яроху была предоставлена возможность занять место депутата Сейма вместо Беаты Кемпы, однако он отказался.

## Награды
Награждён польским Крестом Заслуги I и II степени.